# Jacopo Mazzoni

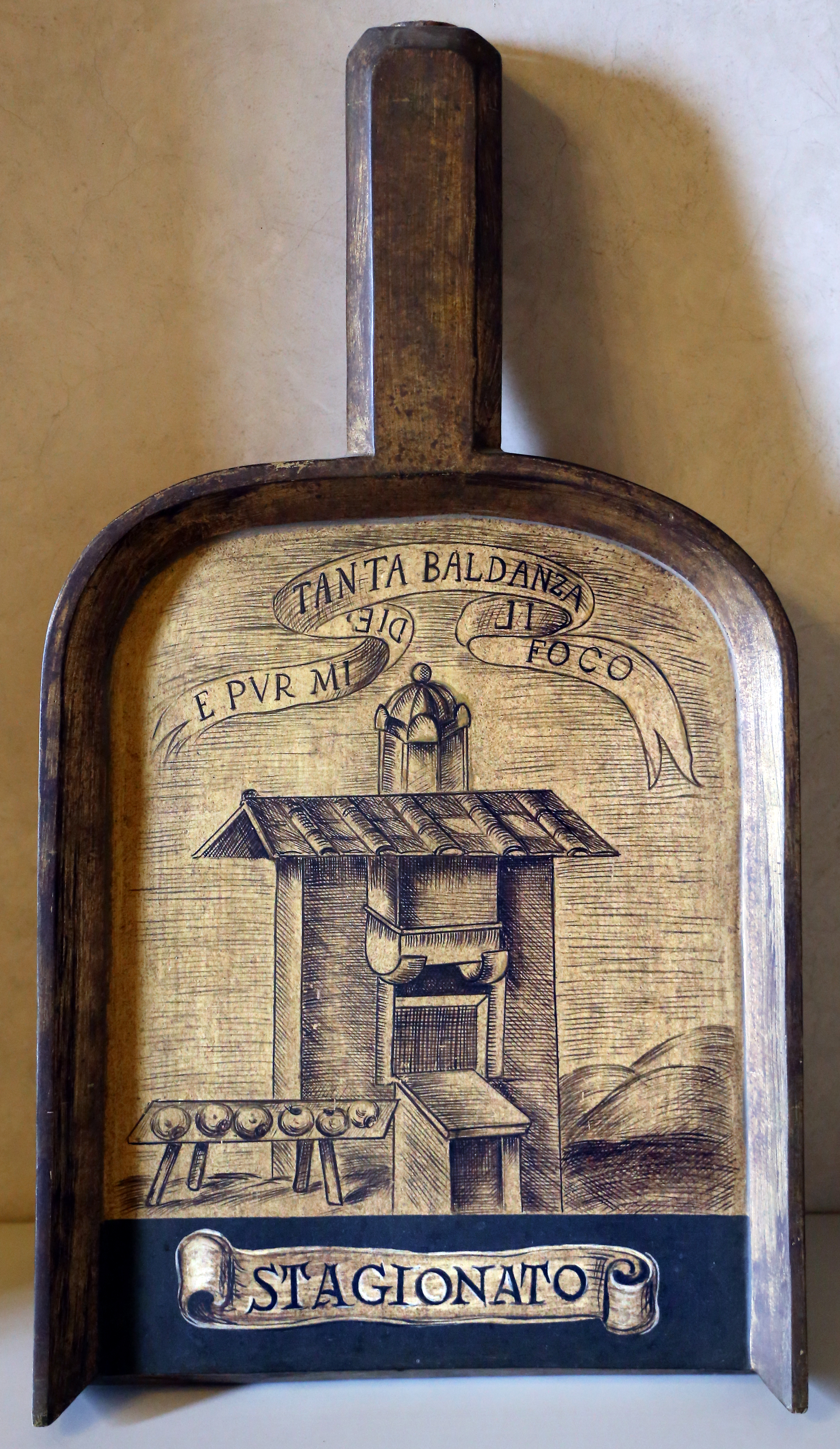
La pala di Jacopo Mazzoni (Stagionato) all'Accademia della Crusca

Jacopo Mazzoni (27 de novembre de 1548 - 10 d'abril de 1598) fou un filòsof italià, professor universitari i impulsor de les humanitats. Escrigué una comparativa entre Plató i Aristòtil de força fama al seu temps i contribuí a la crítica literària al voltant de la figura de Dante, a qui admirava per sobre de tots els altres escriptors. Defensà una mimesi basada en la versemblança, per sobre de l'adequació a la realitat i la dividí en mimesi icàstica (inspirada en quelcom existent) i mimesi fantàstica (basada en altres obres de ficció). Reivindicà que el més important de la poesia era crear imatges perdurables, un concepte que es recuperaria al Romanticisme.